# Tapura
Tapura es un género de plantas con flores perteneciente a la familia Dichapetalaceae.  Comprende 47 especies descritas y de estas, solo 17 aceptadas. El nombre Tapura se deriva de un nombre local en la Guayana Francesa.
Existen veinte especies neotropicales que se distribuyen desde México y el Caribe hasta el centro de Brasil, y nueve especies en África.

## Descripción
Son árboles, arbustos, bejucos o trepadoras; plantas hermafroditas (en Nicaragua), polígamas o dioicas. Estípulas pequeñas, caducas o persistentes. 
Inflorescencias de panículas cimosas o corimbosas, ramificadas, con pedúnculos largos, éstos axilares o adnados al pecíolo, flores actinomorfas, brácteas pequeñas, receptáculo generalmente convexo o subaplanado; sépalos libres o connados en la base, iguales o subiguales; pétalos libres hasta la base, alternando con los sépalos, generalmente bicuculados y bilobados en el ápice, márgenes inflexos y a veces envolviendo a las anteras; estambres iguales, todos fértiles en las flores masculinas y perfectas, filamentos generalmente libres, raramente connados en la base, anteras ampliamente oblongas, introrsas; disco formado por 5 glándulas hipóginas y opuestas a los pétalos, glándulas enteras o de lobos poco profundos, libres o adnados; ovario globoso, 2 o 3-locular, con 2 óvulos en cada lóculo, estilos libres o connados casi hasta el ápice, pistilo rudimentario presente en las flores masculinas. 
Drupa seca, indehiscente, epicarpo pubescente, 1–3-locular.

## Taxonomía
El género fue descrito por Jean Baptiste Christophore Fusée Aublet  y publicado en Histoire des Plantes de la Guiane Françoise 1: 126, t. 48. 1775. La especie tipo es: Tapura guianensis Aubl.	

## Especies aceptadas
Listado de las especies del género Tapura aceptadas hasta mayo de 2013, ordenadas alfabéticamente. Para cada una se indica el nombre binomial seguido del autor, abreviado según las convenciones y usos.
- Tapura acreana (Ule) Rizzini
- Tapura amazonica Poepp.
- Tapura capitulifera Baill.
- Tapura colombiana Cuatrec.
- Tapura coriacea J.F. Macbr.
- Tapura cubensis (Poepp.) Griseb. - vigueta naranja de Cuba[6]
- Tapura ferreyrae Prance
- Tapura guianensis Aubl.
- Tapura julianii J.F. Macbr.
- Tapura juruana (Ule) Rizzini
- Tapura lanceolata (Ducke) Rizzini
- Tapura latifolia Benth.
- Tapura magnifolia Prance
- Tapura mexicana Prance
- Tapura panamensis Prance
- Tapura peruviana K. Krause
- Tapura tessmannii (K. Krause) Prance